# Roches gravées de la Montagne Favard
Pour les articles homonymes, voir Favard.
Les roches gravées de la Montagne Favard, aussi appelées roche gravée de Kaw, constituent un monument historique de Guyane situé dans la ville de Régina.
Elle est mentionnée pour la première fois dans un inventaire en 1952 et a fait l'objet d'une étude publiée en 1974 dans la revue Connaissance de la Guyane. Il s'agit d'un rocher gravé (motifs obtenus par piquage et polissage) sur une surface d'environ deux mètres sur un mètre cinquante. Il est possible d'y observer plusieurs motifs dont une figure anthropomorphe et deux figures zoomorphes qui pourraient représenter des serpents dont un boïdé et un surucuru. 
Le site est inscrit à l'Inventaire supplémentaire des monuments historiques par arrêté du 16 septembre 1991.